# Johannes af Salisbury
Johannes af Salisbury (født ca. 1120 i Salisbury, død 25. oktober 1180 i Chartres) var englænder og en af de berømteste teologer på sin tid. Han studerede hos Pierre Abelard i Paris, arbejdede som sekretær for Thomas Becket og blev 1176 biskop i Chartres.
Som ganske ung drog han 1136 til Paris for at studere; han hørte især Abelard og tilegnede sig et beundringsværdigt kendskab til den antikke litteratur, især Aristoteles og Platon. 1153 vendte han tilbage til England med en anbefaling fra Bernhard af Clairvaux, som skaffede ham en
stilling som sekretær hos Theobald, ærkebiskoppen af Canterbury.
Under Thomas Becket, der 1162 besteg ærkebispestolen, blev Johannes' indflydelse endnu større, men allerede 1163 måtte han på grund af kongens harme drage i landflygtighed; ved udsoningen mellem konge og ærkebisp kom han tilbage, og efter mordet på Thomas Becket trådte han i tjeneste hos dennes efterfølger, men 1176 modtog han en kaldelse til den franske bispestol i Chartres, hvor han udfoldede en rastløs
virksomhed lige til sin død.
Hans hovedværk er Policraticus, den første betydningsfulde statslære i middelalderen; endvidere kan nævnes Entheticus, en sammenligning mellem antik og kristelig filosofi og Metalogicus, en fremstilling af logikkens betydning, samt legendariske biografier af Thomas Becket og Anselm af Canterbury med det formål at udvirke deres helgenkåring.
I universaliestriden var han, hvad der senere er blevet kaldt "konceptualist": universalier har semantisk eksistens, de er mentalt virkelige, en position der ligeledes fandt tilslutning hos Gilbert af Poitiers og Adelard af Bath.
Johannes' værker er udgivet af Giles (5 bd, Oxford 1848, aftrykt i Mignes Patrologia latina, bd. 99); hans talrige breve er vigtige kilder til hans tids historie.
Noter
1. ↑  Navnet er anført på engelsk og stammer fra Wikidata hvor navnet endnu ikke findes på dansk.
2. ↑  Navnet er anført på engelsk og stammer fra Wikidata hvor navnet endnu ikke findes på dansk.
3. ↑  Navnet er anført på engelsk og stammer fra Wikidata hvor navnet endnu ikke findes på dansk.
4. ↑  Theobald af Canterbury, også Theobald af Bec (engelsk), død 18.april 1161, ærkebisp 1139 til 1161
5. ↑  Henrik II af England, født 1133, regent 1154–1189
6. ↑  Patrologia Latina (engelsk) er en stor samling af kirkefædres og andre kirkelige forfatteres skrifter offentliggjort af Jacques Paul Migne mellem 1844 og 1855.